# 塘桥镇
塘桥镇，是中华人民共和国江苏省苏州市张家港市下辖的一个乡镇级行政单位。2019年中国百强乡镇。

## 行政区划
塘桥镇下辖以下地区：
镇中社区、周巷社区、青龙社区、何桥社区、妙桥社区、鹿苑社区、胡同社区、韩山村、顾家村、横泾村、金村、欧桥村、蒋家村、刘村、牛桥村、巨桥村、滩里村和花园村。